# Иванова, Антонина Анатольевна
Антонина Анатольевна Иванова (1933—2000) — советский хозяйственный деятель, Герой Социалистического Труда.

## Биография
Родилась в 1933 году в деревне Угол. Член КПСС.
В 1947—1953 — доярка колхоза имени Калинина, в 1953—1988 — доярка совхоза «Красная звезда» Вологодского района Вологодской области.
Указом Президиума Верховного Совета СССР от 8 апреля 1971 года присвоено звание Героя Социалистического Труда с вручением ордена Ленина и золотой медали «Серп и Молот».
Делегат XXIV съезда КПСС.
Умерла в 2000 году в Вологодском районе.

## Награды и звания
- Герой Социалистического Труда (08.04.1971)
- Орден Ленина (22.03.1966, 08.04.1971)